# 盛家坝镇
盛家坝镇，是中华人民共和国湖北省恩施土家族苗族自治州恩施市下辖的一个乡镇级行政单位。

## 行政区划
盛家坝镇下辖以下地区：
盛家坝社区、二官寨村、石栏村、车蓼坝村、龙洞河村、桅杆堡村、石门坝村、下云坝村、麻茶沟村、大集场村和安乐屯村。